# (9712) Навплий
(9712) Навплий (лат. Nauplius, др.-греч. Ναύπλιος) — типичный троянский астероид Юпитера, движущийся в точке Лагранжа L4, в 60° впереди планеты. Астероид был открыт 19 сентября 1973 года американскими астрономами К. Й. ван Хаутеном, И. ван Хаутен-Груневельд и Томом Герельсом в Паломарской обсерватории и назван в честь Навплия, персонажа древнегреческой мифологии.

Орбита астероида Навплий и его положение в Солнечной системе